# Delitti in Paradiso - Feste con delitto
Delitti in Paradiso - Feste con delitto (Christmas in Paradise) è un film per la televisione del 2021 di Ben Kellett, tratto dalla serie televisiva Delitti in Paradiso. Ideato come speciale natalizio per celebrare il decimo anniversario della serie madre, il film si colloca temporalmente tra la decima e l'undicesima stagione della stessa.
È stato trasmesso in prima visione assoluta il 26 dicembre 2021 da BBC One, mentre in Italia è stato trasmesso da Rai 2 il 3 gennaio 2022.

## Trama
L'ispettore capo Neville Parker deve indagare nel pieno delle festività di Natale sulla morte di Philip Carlton, uno degli uomini più facoltosi di Saint Marie, amministratore delegato di una grande compagnia marittima, durante una festa nella sua villa si era allontanato e poi è stato ritrovato morto sulla spiaggia. Dato che Florence ha lasciato l'isola per passare il Natale con la sua famiglia, Parker, Marlon e Patterson chiedono aiuto a Dwayne, che ormai è andato in pensione ma che decide di tornare temporaneamente in servizio almeno fino alla conclusione del caso.
Accanto al corpo di Philip è stato ritrovato il cellulare della vittima nel quale aveva lasciato un ultimo messaggio, registrando le sue ultime parole, a quanto pare era sua volontà morire, sembra che il suo sia stato un suicidio, anche perché tutti erano alla festa quando si era sentito lo sparo. Le persone più vicine alla vittima erano la sua ex moglie Natasha dalla quale ha avuto una figlia, Marigold, la sua seconda moglie Bliss, e il suo fidato dipendente Bruce.
Colin Babcock, un tassista di Londra, raggiunge Saint Marie dopo aver ricevuto una lettera dove veniva avvertito della morte di Philip, nella lettera non c'era il mittente, è solo dal timbro postale che è risalito a Saint Marie, stranamente Colin e Philip non si sono mai conosciuti, e Colin infatti vuole capire per quale motivo colui che gli ha mandato quella lettera si sia premurato di metterlo al corrente della morte di una persona con la quale Colin non ha mai avuto contatti.
Parker dà ospitalità a Colin nel suo bungalow, intanto Dwayne e Marlon scoprono dal parcheggiatore che era stato assunto alla festa, che c'era un'auto che si allontanò dalla villa quella sera, in maniera sospetta, e scoprono che la proprietaria è Zelda Moncrief, investigatrice privata che lavora spesso nella malavita. Patterson e Parker scoprono che Bliss tradiva il marito con Rufus Adier, un attore disoccupato.
Marlon e Dwayne trovano Zelda e lei rivela alla polizia che era andata alla villa di Philip perché le doveva dei soldi dato che aveva svolto un'indagine per lui avendo rintracciato Colin: è il figlio che Philip e Natasha avevano avuto ai tempi dell'adolescenza ma che diedero in adozione. Colin viene aggredito nel cuore della notte da un uomo mentre è nel bungalow, il quale poi scappa via. Natasha, Marigold e Bliss ammettono che già da un po' di tempo Philip voleva mettersi in contatto con Colin ma loro tentarono di impedirglielo dato che ritenevano poco opportuno far entrare Colin in famiglia dopo tanti anni. La polizia arresta Rufus per aggressione, era stato lui ad entrare nel bungalow, voleva solo spaventare Colin pensando di fare un favore a Bliss.
Natasha comunque non riconosce Colin come suo figlio, e infatti facendo un test tra il DNA di Colin e quello del defunto Philip, non c'è compatibilità. Patterson decide di chiudere il caso dato che ormai è evidente che Philip si è realmente tolto la vita, anche Parker ha capito che infatti quello di Philip è stato un suicidio, ma rivedendo il video sul cellulare della vittima nota una cosa a cui prima non aveva prestato attenzione: non si sente il rumore delle onde del mare. Parker chiede poi a Zelda di essere onesta con lui, avendo capito che non era andata alla festa per riscuotere i soldi di Philip, ma per consegnargli la pistola con cui lui si è tolto la vita, e infatti Zelda ammette di avergliela data mentre lui si era allontanato dalla festa, mentre era solo nel gazebo vicino alla villa.
Parker e Patterson ispezionano l'ufficio di Philip e trovano una foto di lui ai tempi in cui frequentava il liceo, grazie a essa Parker capisce finalmente perché Philip si è tolto la vita. La polizia fa convocare Bliss, Natasha, Bruce, Zelda e Marigold nel gazebo in modo che Parker e Patterson spieghino ai presenti tutta la dinamica degli eventi che ha portato al suicidio di Philip: nel video messaggio non si sentiva il rumore delle onde sulla spiaggia, quindi Parker ha dedotto che non era lì che Philip si era sparato, ma nel gazebo, e infatti nella panchina ci sono tracce del suo sangue. Parker e Patterson hanno scoperto che l'uomo che tutti credevano essere Philip era in realtà un impostore, il suo vero nome era Andrew, solo vedendo la foto del vero Philip quando andava alle scuole superiori, avevano capito che non erano la stessa persona. Andrew era il cugino di Natasha, si amavano ma il loro amore non era approvato dalla famiglia, Natasha e Andrew conobbero Philip in India, era un ragazzo solo e senza famiglia, viaggiarono insieme a Saint Marie, Natasha lo aveva sedotto, Philip l'aveva messa incinta e nacque Colin, infine Natasha lo diede in adozione e uccise Philip, in modo che Andrew si appropriasse della sua identità solo così i due avrebbero potuto vivere il loro amore senza ostacoli. Ma con gli anni Andrew si sentiva sempre più in colpa per quello che Natasha aveva fatto a Philip, tentare di rintracciare Colin era per lui un modo per espiare le sue colpe, era stato Andrew a mandare la lettera a Londra. La polizia sta facendo effettuare degli scavi nel gazebo deducendo che Natasha abbia sotterrato lì il cadavere di Philip, infatti quando aveva trovato il corpo di Andrew proprio nel gazebo poco dopo che si era sparato, lo trascinò sulla spiaggia proprio per evitare che trovassero il cadavere del vero Philip. Marigold è allibita, oltre ad aver scoperto che sua madre è un'assassina, è appena venuta a conoscenza di essere nata da un incesto.
Natasha viene arrestata, mentre Bruce e Parker fanno una sorpresa a Colin: essendo lui l'unico figlio del vero Philip Carlton, tutta la sua immensa eredità ora appartiene a lui. Florence, dopo aver trascorso le vacanze con la famiglia torna a Saint Marie, mentre Parker parte per Londra con Dwayne il quale va in Inghilterra per accudire il padre, ora che il caso è risolto Parker può godersi un po' di meritato riposo.
Florence rivela a Catherine che durante una video-chiamata con Parker, l'uomo quando credeva che la conversazione fosse chiusa a causa di un problema di segnale ha detto di essere innamorato di lei.

## Accoglienza
Nel Regno Unito è stato visto da 7 960 000 telespettatori.
In Italia è stato visto da 1 382 000 telespettatori con il 6,00% di share.